# 14309 Defoy
14309 Defoy (A908 SA) là một Mars-crosser asteroid được phát hiện ngày 22 tháng 9 năm 1908, by Johann Palisa ở Viên.